# Gilbert Dalldorf
Gilbert Dalldorf (* 12. März 1900 in Davenport, Iowa; † 21. Dezember 1979) war ein US-amerikanischer Virologe und Pathologe, der erstmals die sogenannten Coxsackie-Viren isolierte und charakterisierte.

## Leben
Dalldorf studierte an der State University of Iowa mit dem Bachelor-Abschluss 1921 und danach Medizin an der Bellevue Hospital Medical School der University of New York mit dem Abschluss 1924. Zur weiteren Ausbildung ging er an das Pathologische Institut der Universität Freiburg zu Ludwig Aschoff. 1926 wurde er Assistant Pathologist und 1927 Pathologe am New York Hospital; in New York war er ein Schüler von James Ewing. 1926 bis 1932 war er Instructor in pathologischer Anatomie am Cornell Medical College und 1929 bis 1943 Pathologe am Grasslands Hospital in Valhalla (New York). 1943 wurde er Direktor der Division of Laboratories and Research von Westchester County und 1945 der Direktor der Division of Laboratories and Research des Gesundheitsamts des Staates New York in Albany als Nachfolger von Augustus B. Wadsworth. 1958 wurde er Forschungsdirektor von March of Dimes und Mitglied des Sloan Kettering Institute for Cancer Research (was er bis 1967 blieb).
Neben seinen Ämtern im Gesundheitswesen war er auch Professor zunächst am Albany Medical College (Pathologie, Bakteriologie), dann als Gastprofessor an der University at Buffalo (Virologie) und der Harvard School of Public Health (Mikrobiologie) und schließlich an der Sloan Kettering Division des Cornell University Medical College.
Er befasste sich besonders mit Polio-Fällen und infizierte sich dabei selbst mit dem Virus. Dabei entdeckte er an Affen, dass das Virus der Lymphozytären Chloriomeningitis Tiere vor Verkrüppelung durch Polioviren schützen konnte. Später wurden viele weitere Fälle entdeckt, in denen Viren sich gegenseitig in der Vermehrung beeinflussen können. Bei der Untersuchung von Polio bei Kleinkindern suchte er nach Alternativen zur Verwendung teurer Affen als Versuchstieren und führte neugeborene (noch von der Mutter gesäugte) Mäuse als Versuchstiere ein. Mit seiner Mitarbeiterin Grace Sickles entdeckte er dabei, dass es Viren gibt, die dieselben Symptome wie milde Formen von Poliomyelitis verursachen, die Coxsackie-Viren (benannt nach dem Ausbruchsort der Poliofälle Coxsackie). Bei weiteren Untersuchungen konnten die Coxsackie-Viren von Dalldorf in die Typen A und B unterteilt werden.
In seine Zeit als Direktor des Labors in Albany fiel auch die Entdeckung von Fungiziden durch Rachel Fuller Brown und Elizabeth Lee Hazen (Nystatin), für die Dalldorf schnell eine Pharmafirma (Squibb) fand, die diese produzierte. Die Erlöse kamen der Forschung zugute. Zuletzt studierte er das Burkitt-Lymphom in Afrika.
1959 erhielt er den Lasker~DeBakey Clinical Medical Research Award. 1953 wurde er Ehrendoktor des Bowdoin College und 1957 der Universität Freiburg. 1964 erhielt er die Medaille der New York Academy of Medicine. 1955 wurde er Mitglied der National Academy of Sciences.
Er war mit der Ärztin Frances Barhart verheiratet. Er war Pilot mit eigenem Flugzeug und lebte zuletzt in Oxford an der Chesapeake Bay.

## Schriften
- mit Sickles: An Unidentified, Filtrable Agent Isolated From the Feces of Children With Paralysis, Science, Band 108, 1948, S. 61–62